# HMTSS Te Mataili (801)
Le HMTSS Te Mataili (801) est un navire de classe Pacific fourni par l'Australie aux Tuvalu et opéré par la force de police des Tuvalu. La zone économique exclusive (ZEE) des Tuvalu s'étend sur 900 000 km2. Le Te Mataili est le seul navire de patrouille du pays capable de couvrir de longues distances.
Le bateau a une capacité de recherche et de secours limitée.

## Historique
Quand la Convention des Nations unies sur le droit de la mer entra en vigueur, elle étendit les ZEE des nations insulaires à 200 milles marins. L'Australie accepta de donner des navires de patrouilles à douze nations du Pacifique membres du Forum des îles du Pacifique. Les coûts d'entretien et d'opérations sont couverts par l'Australie.
En 2000, le bateau a bénéficié d'un paquet permettant d'étendre sa durée jusqu'en 2024. Il fit l'objet d'un nouvel entretien en 2010.
En octobre 2011, à la suite de la déclaration de l'état d'urgence par le gouvernement tuvaluan en conséquence de la diminution des niveaux d'eau potable à un niveau dangereux, le Te Mataili transporta une unité de désalinisation de la Croix rouge à Nukulaelae.

## Équipement
Le navire n'est pas équipé de la mitrailleuse 12.7 mm, laquelle est en option.

## Remplacement
Son remplacement, un vaisseau de patrouille de classe Guardian, fut lancé le 26 novembre 2018.

## Sources
- (en) Cet article est partiellement ou en totalité issu de l’article de Wikipédia en anglais intitulé « HMTSS Te Mataili (801) » (voir la liste des auteurs).